# Uhrturm von Dolmabahçe

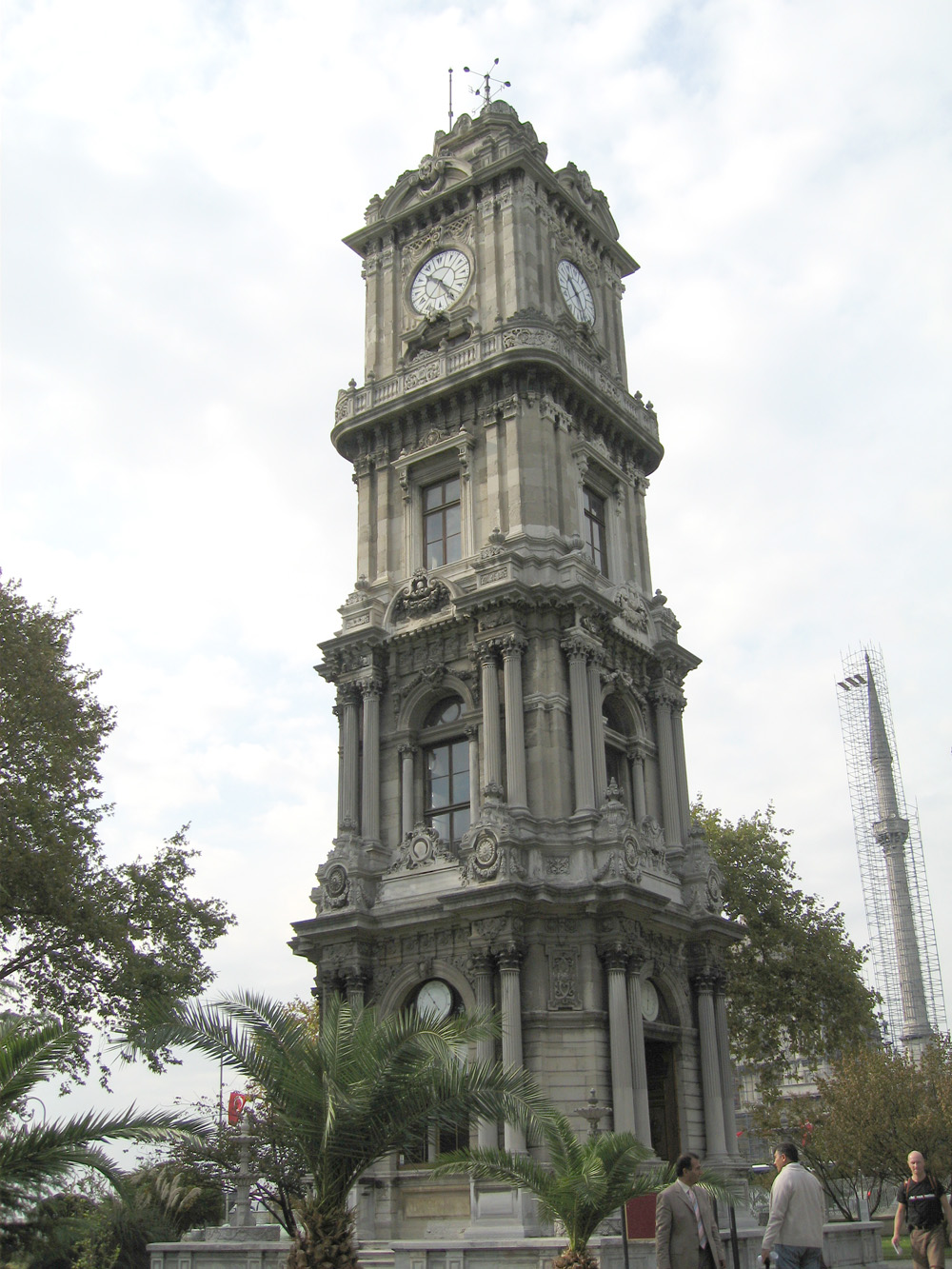
Uhrturm, Ansicht von Nordost

Der Uhrturm von Dolmabahçe (türkisch Dolmabahçe Saat Kulesi) ist ein Uhrturm im Istanbuler Stadtteil Beşiktaş, den Sultan Abdülhamid II. in den Jahren 1890 bis 1894 erbauen ließ. Der Turm befindet sich am europäischen Ufer des Bosporus, zwischen der Dolmabahçe-Moschee (Bezm-i Âlem Valide Sultan Camii) und dem Dolmabahçe-Palast.
Der Entwurf des Turmes, der dem Empirestil sowie Neobarock zugeordnet wird, stammt von Sarkis Bey, einem Angehörigen der armenischen Baumeister- und Architektenfamilie Balyan. Das vierstöckige, 27 Meter hohe Bauwerk steht mit einer Grundfläche von 8,5 × 8,5 Metern mittig auf einer 12 × 12 Meter großen Marmorplattform, die in jeder Ecke mit kleinen Springbrunnen besetzt ist. Die Wendeltreppe im Gebäude verfügt über 94 Stufen. Das Uhrwerk wurde vom Pariser Uhrmacher Paul Garnier (1834–1916) hergestellt.